# Konsumtionsföreningen Kävlinge med omnejd
Konsumtionsföreningen Kävlinge med omnejd var en konsumentförening i Kävlinge som var verksam 1897–1963.

## Historik
Kjeflinge arbetares konsumtionsförening bildades 1897 på skoarbetares initiativ. Föreningen bildades den 7 augusti 1907, stadgar antogs den 20 september och den första butiken öppnade 1 oktober i källaren i fru Zanichellis fastighet på Mårtensgatan 27. Affären var i början bara öppen på kvällar. I juni 1898 anställdes ett biträde så man även kunde ha öppet på dagtid. Efter ett år, den 1 oktober 1898 flyttades verksamheten till Nygatan 2. Fastigheten där köptes 1903 och utvecklades med tiden till föreningens huvudaffär, lager och kontor.
Kävlingeföreningen var en av 41 föreningar som var med om att bilda Kooperativa förbundet 1899 och anslöts som medlem i oktober 1899.
Kävlinge fick år 1904 även en bageriförening, Kjeflinge arbetares bageriförening, som låg i samma byggnad på Nygatan 2 men i övrigt formellt sett var en fristående förening. År 1906 tillkom en slakteriförening för orten. Bageriföreningen och konsumtionsföreningen fusionerades den 1 april 1918 och den 1 juli 1921 uppgick även slakteriföreningen i konsumtionsföreningen. År 1918 fick föreningen dessutom en anställd föreståndare.
Den första filialen etablerades 1910 i Rinnebäck. Senare tillkom filialer på fler orter, däribland Södervidinge, Västra Karaby och Dösjebro. Kävlinges grannort Furulund hade dock från 1907 en egen konsumtionsförening, Furulunds kooperativa handelsförening.
Vid årsmötet i april 1938 bestämdes att föreningen skulle byta namn till Konsumtionsföreningen Kävlinge med omnejd i samband med att nya stadgar trädde i kraft den 1 januari 1939. Föreningen hade då utöver huvudbutiken på Nygatan filialer i Kvarnliden, Österplan, Rinnebäck, Södervidinge och Västra Karaby samt bränsleavdelning och brödvagnar.
Den 3 november 1950 öppnade föreningen en filial i Löddeköpinge som inhystes i en ombyggd militärbarack. År 1961 byggdes Konsum i Löddeköpinge om till snabbköp.
I september 1962 bestämde föreningen vid en extrastämma att den skulle slås samman med Konsumentföreningen Solidar i Malmö. Ungefär samtidigt med fusionen började man bygga ett nytt snabbköp på 400 kvadratmeter i centrala Kävlinge, fortfarande i kvarteret Arbetet där man funnits sedan 1898. Den nya Solidarmarknaden invigdes den 21 november 1963.
Kävlingeföreningen hade tolv butiker när beslut om fusion togs. När den gick upp i Solidar hade den elva butiker. Solidar rationaliserade därefter hårt i butiksnätet, vilket innebar att hade butiksantalet minskats till tre stycken ett år efter fusionen.
Solidar genomförde senare en omfattande ombyggnad av Konsumbutiken som nyinvigdes den 1 juni 1972. Solidar stannade även i Löddeköpinge och invigde en ny butik där den 21 november 1974.
Den dåvarande Konsumbutiken i Löddeköpinge lades ner den 14 juni 2001. Den 30 april 2013 lades även Coop Extra vid Nygatan ner och Coop lämnade således Kävlinge tätort. Coopkedjan återvände till Kävlinge år 2020 först genom övertagande av Nettobutiken vid Bintjevägen (som dock stängde i januari 2023) och därefter en nybyggd butik i Stationsstaden.